# Kalicheamycyna
Kalicheamycyna γ1 – organiczny związek chemiczny wyizolowany z bakterii Micromonospora echinospora calichensis.
Związek ten został po raz pierwszy wyodrębniony ze skał zebranych w pobliżu miejscowości Wako w Teksasie przez chemika z The Scripps Research Institute w 1987 roku, a następnie zsyntetyzowany w 1992.
Cząsteczka kalicheamycyny zbudowana jest z trzech zasadniczych fragmentów: pierwszy ma strukturę oligosacharydu (cztery jednostki monosacharydowe) z sześciopodstawionym pierścieniem benzenowym, drugi fragment stanowi rzadko spotykana grupa trisulfidu metylowo-allilowego, trzecim jest rdzeń enediynowy. Współdziałanie tych trzech fragmentów zapewnia niespotykany mechanizm działania kalicheamycyny na żywe komórki. Kalicheamycyna jest zdolna do rozcinania łańcuchów DNA i posiada wyjątkowo silne właściwości cytotoksyczne. Podejmuje się próby wykorzystania właściwości kalicheamycyny w terapii antynowotworowej w leczeniu niektórych ostrych białaczek szpikowych.
Istnieją przypuszczenia, że kalicheamycyna mogła być przyczyną śmierci Aleksandra Wielkiego, na skutek zatrucia wodą z rzeki Styks (obecnie Mawroneri), w której obecne były wytwarzające ją bakterie.